# Alto Paraná (película de 1958)
Alto Paraná es una película argentina filmada en colores en Paso de la Patria, provincia de Corrientes, dirigida por Catrano Catrani según su propio guion sobre los cuentos Los casos de don Frutos Gómez, de Velmiro Ayala Gauna, adaptados por José María Fernández Unsain, que se estrenó el 18 de septiembre de 1958 y que tuvo como protagonistas a Ubaldo Martínez, Nelly Duggan, Jorge Hilton y María Aurelia Bisutti. El futuro director de fotografía y de cine Aníbal Di Salvo colaboró como camarógrafo. El filme tuvo una secuela titulada Don Frutos Gómez, que fue dirigida por Rubén W. Cavallotti en 1961.

## Sinopsis
Un comisario correntino resuelve casos según su propio sistema.

## Reparto
Participaron en el filme los siguientes intérpretes:
- Ubaldo Martínez …Don Frutos Gómez
- Nelly Duggan …Isabel
- Jorge Hilton …Luis
- María Aurelia Bisutti …Petronila
- Ariel Absalón …Padre Pajarito
- Carlos Gómez …Cabo Leiva
- Iris Portillo …Micaela Almada
- Andrés Laszlo …William
- Ramona Galarza
- Dora Norby
- Dardo Mieres
- Francisco López
- G. San Martín
- Mercedes Vallejos
- Andrés Sosa Bony
- Pablo Sapolsky
- Maya Bruceras
- Elsa Barbosa
- Yolanda Barrionuevo
- Juan G. Ferragut
- Elsi Noguera

## Comentarios
La Nación se refirió en su crónica sobre la película a:

”Un pintoresco comisario sonriente.”

Roland en Crítica opinó que en el filme:

” (Catrani) se ha limitado a seguir el libro sin ninguna inquietud.”